# Roger Callard
Roger Callard (ur. 4 maja 1950 w Chesaning) – amerykański kulturysta, aktor, producent filmowy i telewizyjny i kaskader.

## Życiorys

### Wczesne lata
Urodził się w Chesaning w Michigan jako syn Rennie i Roberta Callardów. Wychowywał się z siostrą Rosie i bratem Robertem. Po raz pierwszy z treningiem siłowym zetknął się w wieku pięciu lat za namową swojego ojca, który chciał rozbudować jego mięśnie klatki piersiowej. Ojciec wierzył, że w ten sposób Roger łatwiej zniesie problemy z astmą. Roger pomimo choroby był aktywnym dzieckiem: grał w football, ćwiczył amatorsko boks oraz brał udział w różnych szkolnych przedstawieniach. W 1968 ukończył Union High School w Chesaning, gdzie wyróżniał się nie tylko na boisku piłkarskim i na torze jako sprinter, ale także w nauce. Ciężka praca, poświęcenie w nauce i na boisku lekkoatletycznym przyniosła mu połączone stypendium naukowe. W 1972 ukończył studia na Michigan State University z tytułem licencjata z socjologii, psychologii i antropologii, a następnie wziął udział w mistrzostwach kulturystycznych.

### Kariera
W 1972 wystartował w zawodach Mr. Michigan, gdzie zajął pierwsze miejsce i otrzymał kartę zawodowca. W 1977 zdobył tytuł Mr America Międzynarodowej Federacji Kulturystów w wadze średniej. W tym czasie trenował z Arnoldem Schwarzeneggerem w siłowni Gold’s Gym i wystąpił także w dwóch filmach o tematyce kulturystycznej – Niedosyt (Stay Hungry, 1976) i  Pumping Iron (Kulturyści, 1977). Jako profesjonalista nie był zbyt aktywny na scenie, zarzucał władzom IFBB stronniczość i szybko zakończył starty.
Po zakończeniu kariery wykorzystał znajomość ze Schwarzeneggerem, z którym razem wcześniej trenował. Schwarzenegger wciągnął go do świata filmu załatwiając mu kilka drobnych ról w produkcjach kinowych, m.in. w komedii muzycznej Sextette (1978) z Mae West, Tonym Curtisem, George’em Hamiltonem i Timothym Daltonem.

## Tytuły
- 1975 – Mr. USA, 1. miejsce[10]
- 1977 – Mr. America, 1. miejsce
- 1978 – Mr. International, 1. miejsce

## Filmografia

### Filmy fabularne
- 1973: World's Strongest Man jako sztangista / Kawaski
- 1976: Niedosyt (Stay Hungry) jako kulturysta w Blue Shorts
- 1977: Pumping Iron (Kulturyści) w roli samego siebie
- 1978: Sextette jako Javelin Thrower
- 1982: Plażowe dziewczyny (The Beach Girls) jako syn Granger
- 1985: Komando (Commando) – kaskader
- 1988: Bliźniacy (Twins)
- 1988: Czerwona gorączka (Red Heat) jako Pytor Tatomovich
- 1989: UHF jako Conan Librarian
- 1990: Pamięć absolutna (Total Recall) – kaskader
- 1992: Life on the Edge jako Mike
- 1992: Nails (TV) jako ochroniarz
- 1992: Sneakers
- 1993: Geronimo: amerykańska legenda (Geronimo: An American Legend) jako sierżant Mulrey
- 1996: Virtually Yours jako komendant straży przybrzeżnej
- 1998: Dollar for the Dead (TV) jako Will
- 1999: Obcy w domu (Absence of the Good) jako Evans
- 2000: Uśmiech losu (Luck of the Draw) jako Fed
- 2001: Dziękuję Ci, dobrej nocy (Thank You, Good Night) jako stolarz TV
- 2013: Miłość i honor (Love and Honor) jako szeryf hrabstwa
- 2014: Foxcatcher jako pilot helikoptera

### Seriale TV
- 1978: Wonder Woman jako Bill
- 1979: A Man Called Sloane jako Jeff Morton
- 1979: Barnaby Jones jako kierowca
- 1981: Aniołki Charliego (Charlie’s Angels) jako Ron Gates
- 1985: Hollywood Beat jako Jake
- 1987: Hunter jako Jilly
- 1993: Parker Lewis nigdy nie przegrywa (Parker Lewis Can't Lose) jako Andy
- 1993: Renegat (Renegade) jako Sonny Wilkins
- 1997: Team Knight Rider (Piątka nieustraszonych) jako kierowca
- 1999: Strażnik Teksasu (Walker, Texas Ranger) jako Floy[11]
- 1999: Strażnik Teksasu (Walker, Texas Ranger) jako Slater